# Slawendorf Passentin

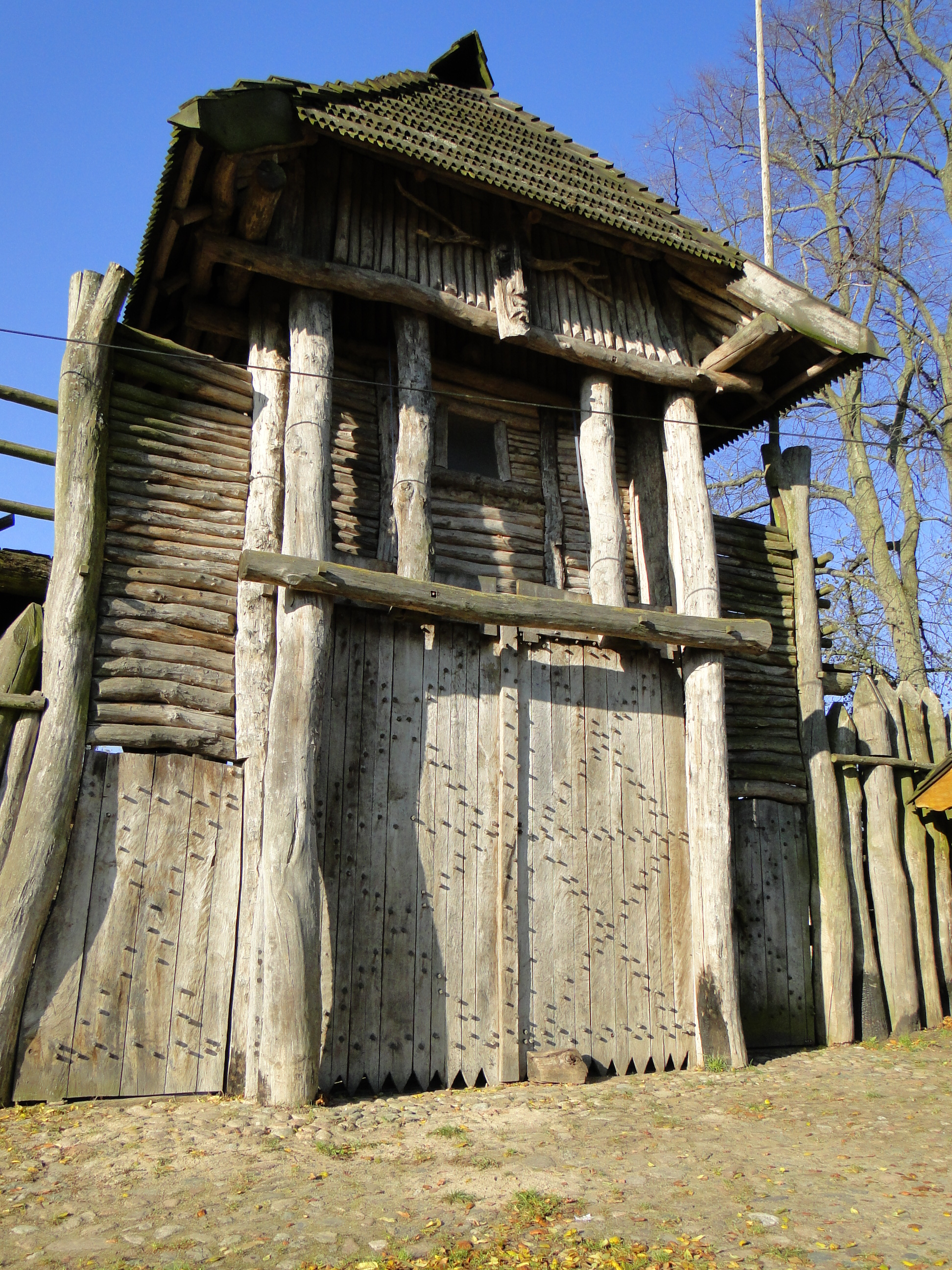
Portal / Torhaus

Das Slawendorf Passentin ist ein Archäologisches Freilichtmuseum im Penzliner Ortsteil Passentin im Landkreis Mecklenburgische Seenplatte in Mecklenburg-Vorpommern, Deutschland. Es besteht aus nach archäologischen Befunden in Originalgröße rekonstruierten Bauten des 9. und 10. Jahrhunderts und wurde im Jahre 2000 fertiggestellt als frühmittelalterlicher Lehr- und Erlebnisort im Sinne von Living History nach der Idee der Bildhauerin Dorothee Rätsch.

## Hintergrund
Zur Zeit des Tacitus, während der Römischen Kaiserzeit, siedelten im Gebiet des heutigen Mecklenburg-Vorpommerns germanische Stämme, die mit der Völkerwanderung von dannen zogen. Später, etwa im 7. Jahrhundert, wanderten slawische Stammesgruppen (in Mecklenburg auch Wenden genannt) ein. In der Gegend um den Tollensesee wird seit mehreren Jahrhunderten der Standort Rethras vermutet, des religiösen Zentrums der nördlichen Westslawen. Die genaue Lage lässt sich allerdings nicht rekonstruieren, da mit dem Bau der Vierrademühle Neubrandenburg im 13. Jahrhundert der natürliche Abfluss des Sees verschlossen worden war und sich wegen der Erhöhung des Wasserspiegels Kontur und Ausdehnung des Sees wesentlich veränderten und so der territoriale Bezug zu den Schilderungen frühmittelalterlicher Chronisten nicht exakt hergestellt werden konnte.
Anhand von Bodenfunden ist bewiesen, dass es ganz in der Nähe von Passentin bis ins 14. Jahrhundert eine Slawenburg gab. In einer Kette von befestigten Burganlagen war die Passentiner Niederungsburg von strategischer Bedeutung im Grenzgebiet zwischen Redariern und Tollensern. Daher wurde hier der Platz für das Slawendorf erwählt.

## Geschichte
Die Idee und das Konzept zu diesem Lern- und Erlebnisort stammen von Dorothee Rätsch, die auch den Aufbau fachlich begleitete. Hier sollten Schulklassen und Familien Geschichte leben können – wie im Mittelalter übernachten, Essen selbst zubereiten und Weben, Spinnen, Töpfern, Schnitzen. Schmieden.
In Verbindung mit Archäotechnik sollten kulturhistorische Kenntnisse vermittelt und so den Besuchern der Zugang zu den Wurzeln, zu der eigenen Geschichte, die Teilhabe am kulturellen Erbe ermöglicht werden. Das Projekt wurde unter anderem gefördert im Rahmen des EU-Förderprogramms LEADER, als modellhaft innovative Aktion im ländlichen Raum.
Nachdem das Dorf zu verfallen schien, wurde es 2014 von den neuen Betreibern (der Berliner Initiative Geschichte leben und wild wurzeln – Verein für ganzheitliche Naturbildung e.V. aus Neubrandenburg) wieder in Betrieb genommen.

## Gebäude

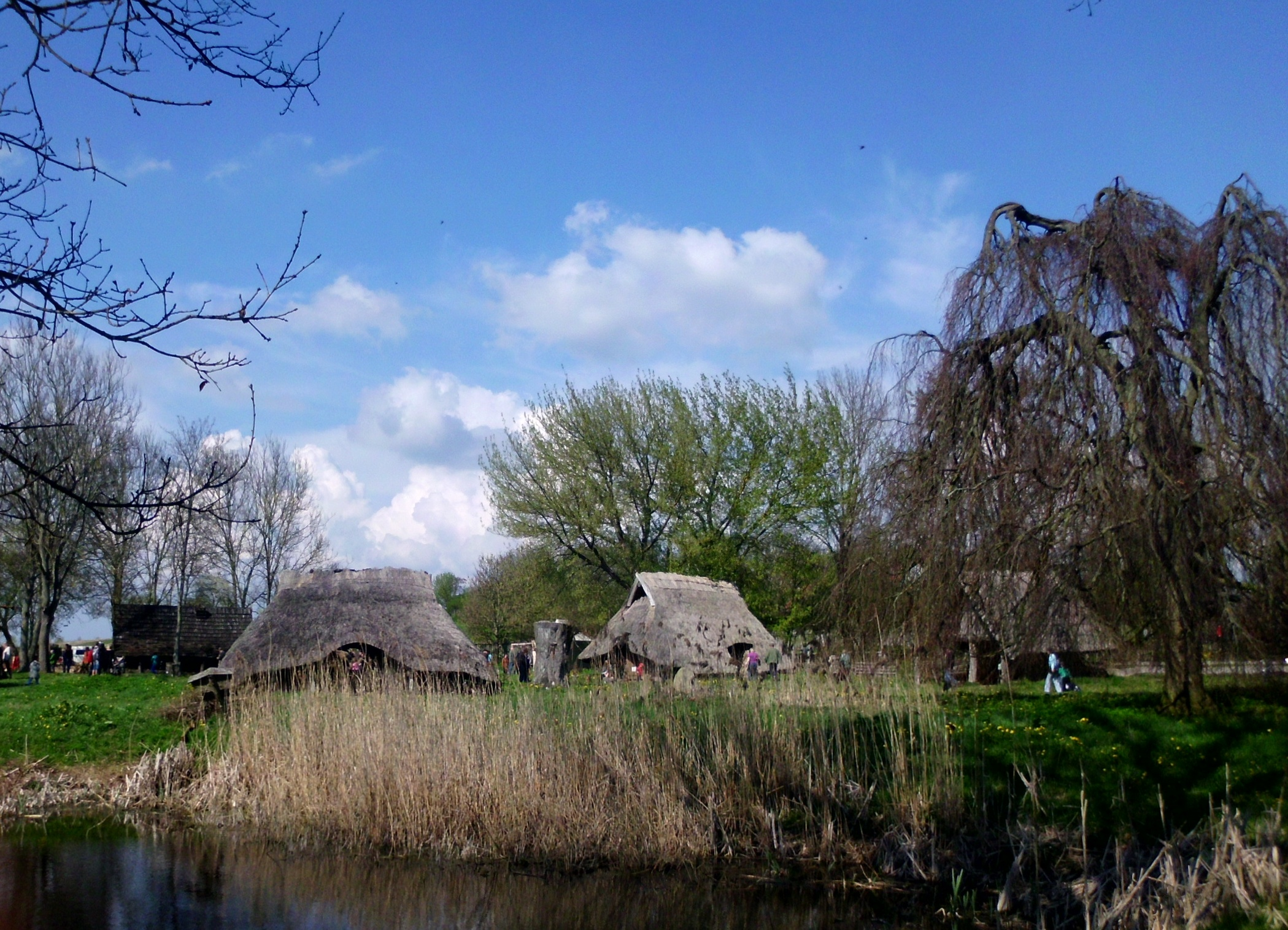
Am Dorfteich, 2014

Das Rundlingsdorf aus frühmittelalterlichen fensterlosen Pfostenhäusern mit Flechtwänden oder in Stab- oder Blockbauweise ist von einem Palisadenzaun umschlossen. Der einzige Zugang führt durch das Zugtor des Torhauses (Blockbauweise, 9.–11. Jahrhundert). Ein Langhaus (8.–10. Jahrhundert) dient als Versammlungsstätte für 20–40 Personen. Bauweise: Holzgitter, Lehm/Strohgemisch, Schilfdach
Werkstätten

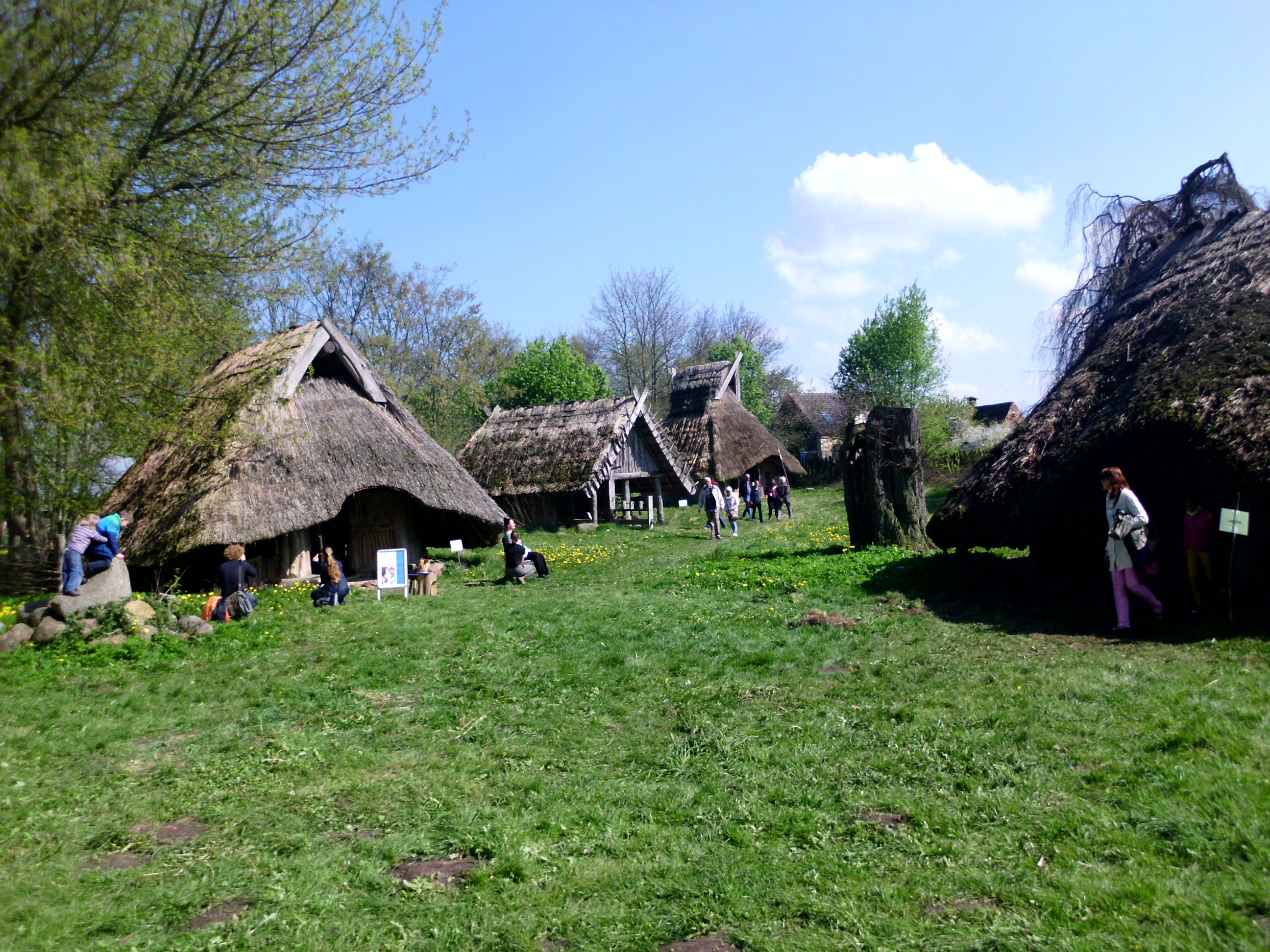
Im Dorf, 2014

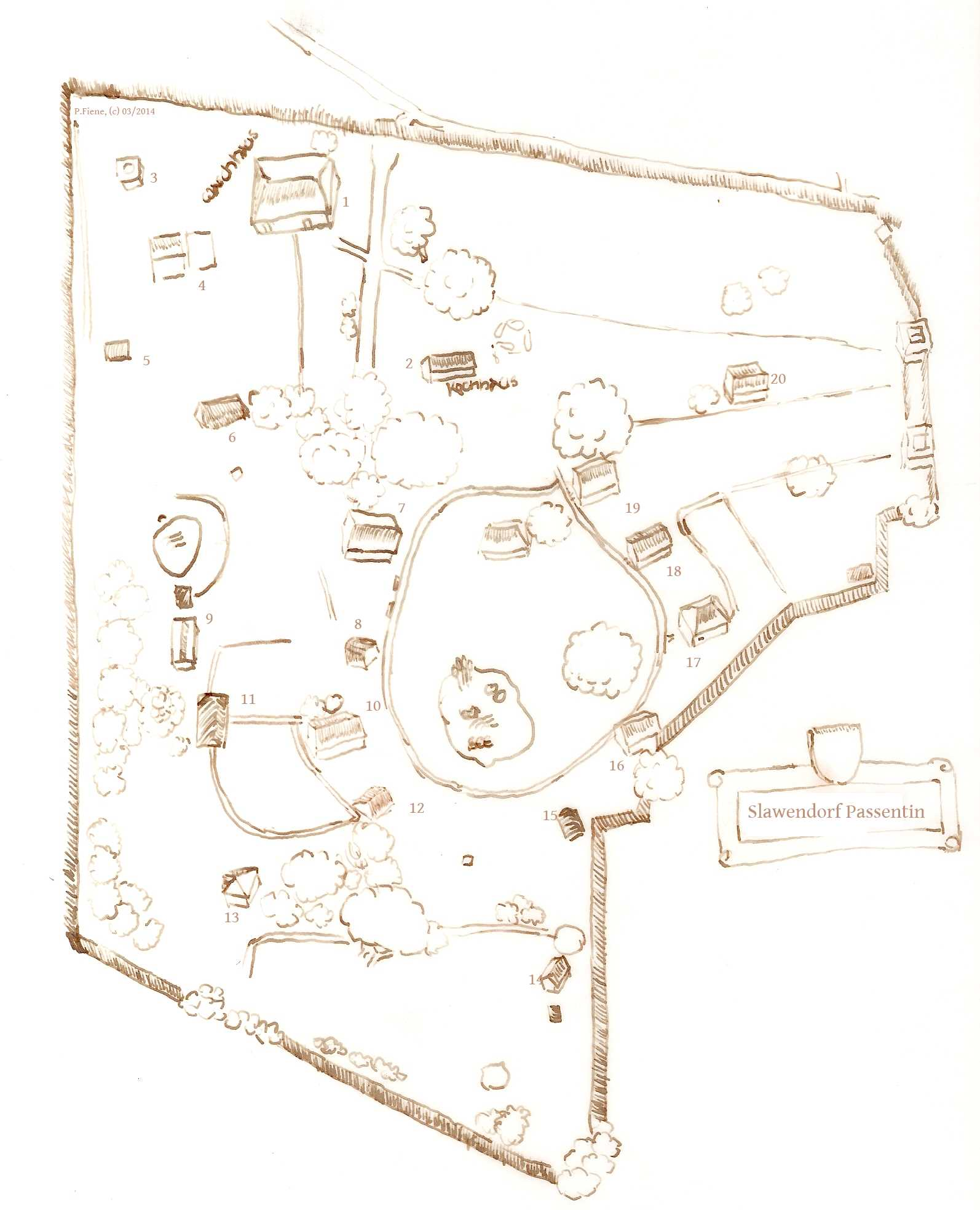

- Kochhaus (8.–10. Jahrhundert), das zentrale Gebäude auf dem Platz mit Lehmkuppelofen, Treffpunkt,   Bauweise:  Lehmfachwerk, Schindeldach
- Backhaus (9. Jahrhundert), mit Steinbackofen.
- Die Schmiede (9.–11. Jahrhundert), zwei Ambosse, zwei Essen,  Bauweise: Lehmfachwerk, Schindeldach
- Töpferhaus (9. Jahrhundert), diente als Trockenraum für Töpferwerk.  Bauweise: Als Grubenhaus ins Erdreich eingelassen, um getöpferte Waren langsam trocknen zu lassen, Grassodendach
- Badehaus (9. Jahrhundert), Bauweise: Blockbauweise, Zwischenräume mit Schafwolle abgedichtet, Dachdeckung mit Halbhölzern
- Spinn- und Webhaus (9. Jahrhundert) dient der Wollverarbeitung Bauweise: Blockbauweise, Zwischenräume mit Schafwolle abgedichtet
- Heuhütte (8.–10. Jahrhundert), Heulager Bauweise: Wände mit Weide geflochten, Schilfdach
- Märchenhütte (8.–10. Jahrhundert), Bauweise: Flechtwerkwände (Weide), Lehm, Schilfdach
- Schreinerhütte (8.–10. Jahrhundert), diente als Lager für das Tischlerhandwerk.

Wohnhütten
- Die Imkerhütte (8.–10. Jahrhundert), Bauweise: Holzgitter/ Lehm/Strohgemisch, Schilfdach
- Kräuterhütte (9.–11. Jahrhundert), Bauweise: Lehmwickel, Strohdach
- Schäferhaus (9.–11. Jahrhundert), Bauweise: Lehmwickel, Schilfdach
- Fischerhütte (8.–10. Jahrhundert), Bauweise: Flechtwerkwände (Weide), Schilfdach
- Jägerhütte (6.–8. Jahrhundert), Bauweise: Spaltbohlenbau mit Lehm/Strohgemisch verschmiert, Schilfdach
- Medizinhütte (6.–8. Jahrhundert), Bauweise: Spaltbohlenbau mit Lehm/Strohgemisch verschmiert, Schilfdach
- Besen- und Weidenbinderhütte (8.–10. Jahrhundert), Bauweise: Flechtwerkwände (Weide), Lehmverschmierung, Schilfdach

Wirtschaftsgebäude
- Sanitärgebäude, das einzig modern gebaute Gebäude, verfügt über Heizung und Strom. Hier finden sich die Räume des Wild Wurzeln e.V., Duschen, Toiletten und die Küche.
- Blockhaus (11.–12. Jahrhundert), derzeit als Residenz des neuen Eigentümers genutzt. Bauweise: Blockbauweise, Zwischenräume mit Schafswolle abgedichtet, Schindeldach, Kaminofen
- Stallungen – momentan ungenutzt.